# Solanum tuberosum
La patata (Solanum tuberosum L., 1753) è una pianta erbacea appartenente alla famiglia delle Solanacee, originaria del Perù, della Bolivia, del Messico e del Cile e portata in Europa dagli spagnoli nel XVI secolo intorno al 1570. Non si conoscono varietà spontanee né si sa da quale specie originaria di Solanum si sia originata la patata diffusa dal Centro e Sud America.
Coltura altamente produttiva e dotata di notevole adattabilità, è ideale per i luoghi in cui la disponibilità di terra è limitata e la manodopera è abbondante, condizioni che caratterizzano gran parte del mondo in via di sviluppo. La coltivazione delle patate e le attività post-raccolta costituiscono un'importante fonte di occupazione e reddito nelle zone rurali. Coltura alimentare che ha sostenuto per secoli le civiltà in Sud America e in Europa, contribuisce oggi al fabbisogno energetico e nutrizionale di oltre un miliardo di persone, ha un grande potenziale di sviluppo e può svolgere un ruolo importante nel mantenimento della sicurezza alimentare e nutrizionale.

## Etimologia
La parola "patata" deriva dallo spagnolo patata, a sua volta dalla lingua taíno batata che significa però patata dolce, non la pianta oggi conosciuta semplicemente come patata.
Attraverso la lingua italiana e l'inglese i termini «patata» e l'analogo «potato» si diffusero nel resto d'Europa, sopravvivendo con alcuni nomi in disuso nei dialetti della lingua tedesca (Patätsche, Pataken). Più fortuna ebbe il nome Tartifola datole in Italia a partire dal XVI sec.: assimilato il tubero di Solanum tuberosum per forma e commestibilità al tartufo, oggi il termine relativo in italiano sopravvive solo in alcuni dialetti, mentre si è affermato in tutta l'area mitteleuropea e germanica nella variante Kartoffel, termine che poi tornò in alcuni dialetti del Friuli nella variante latinizzata di «cartufole» o «cartufolaria». Anche le parole in lingua bulgara картоф, e in lingua russa картофель derivano dall'Italiano tartufoli.
In altre lingue è comune anche "mela di terra": pomme de terre in francese, pòmm de terra in lombardo, aardappel in olandese, härdöpfel in svizzerotedesco, תפוח אדמה in ebraico (spesso scritto solamente פוד) e Erdaepfel in tedesco austriaco. Il termine è probabilmente di origine colta ed è da accostare all'analogo tedesco Grundbirne ("pera di terra"), da cui derivano i termini krompir del croato, brambory del ceco, peruna del finlandese, e jordpäron dello svedese. In polacco la patata è chiamata ziemniak, e in slovacco zemiak, dalla parola che significa "terra". In parecchie lingue indiane settentrionali e in nepalese è chiamata alu e in indonesiano kentang.
Differenti nomi per la patata si svilupparono in varie regioni della Cina; i più frequentemente usati nel cinese standard sono "tubero per cavalli" (马铃薯 - mǎlíngshǔ), "fagiolo di terra" (土豆 - tǔdòu), e "taro straniero" (洋芋 - yángyù).

## Descrizione

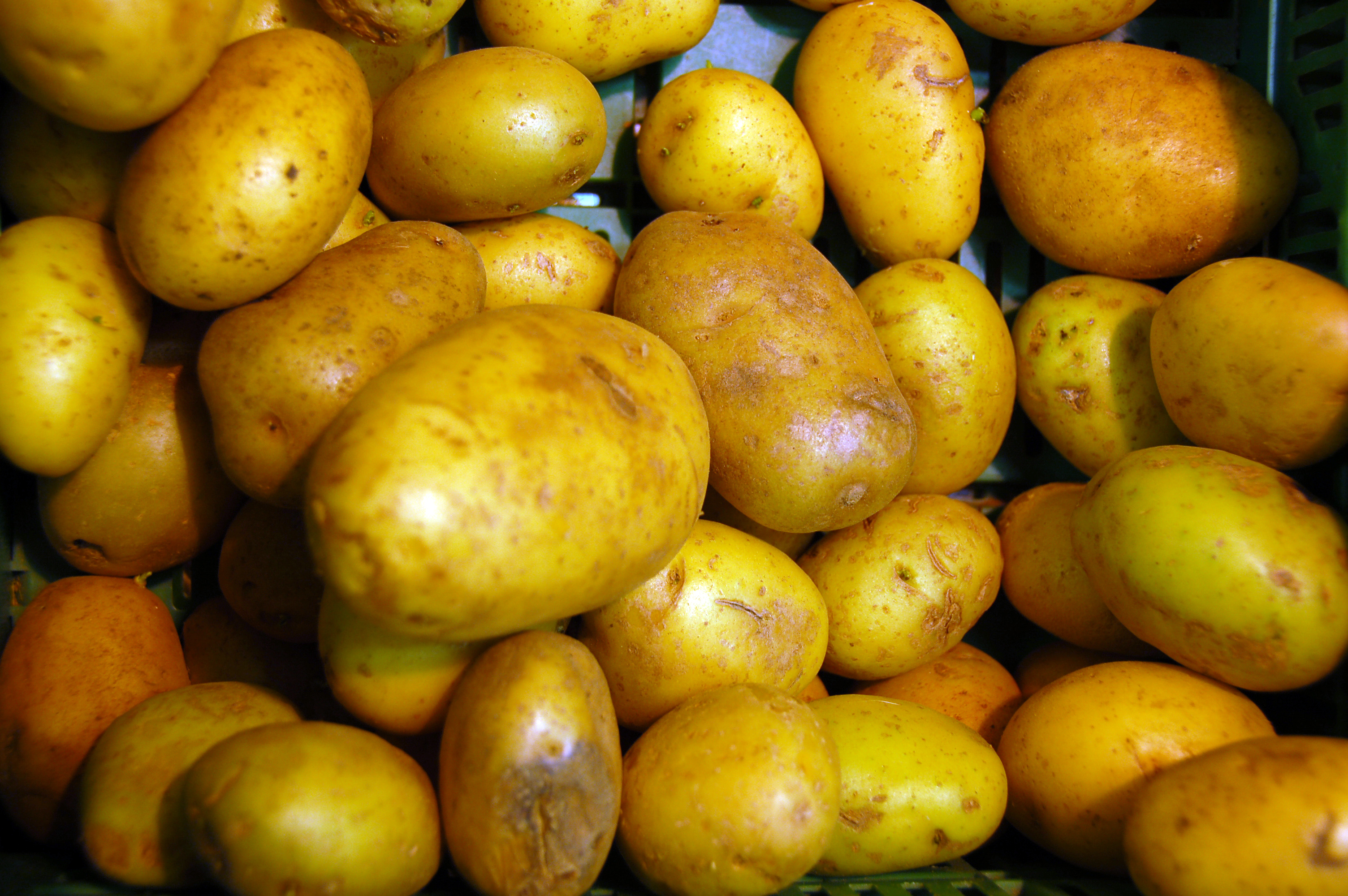
Tuberi di patata

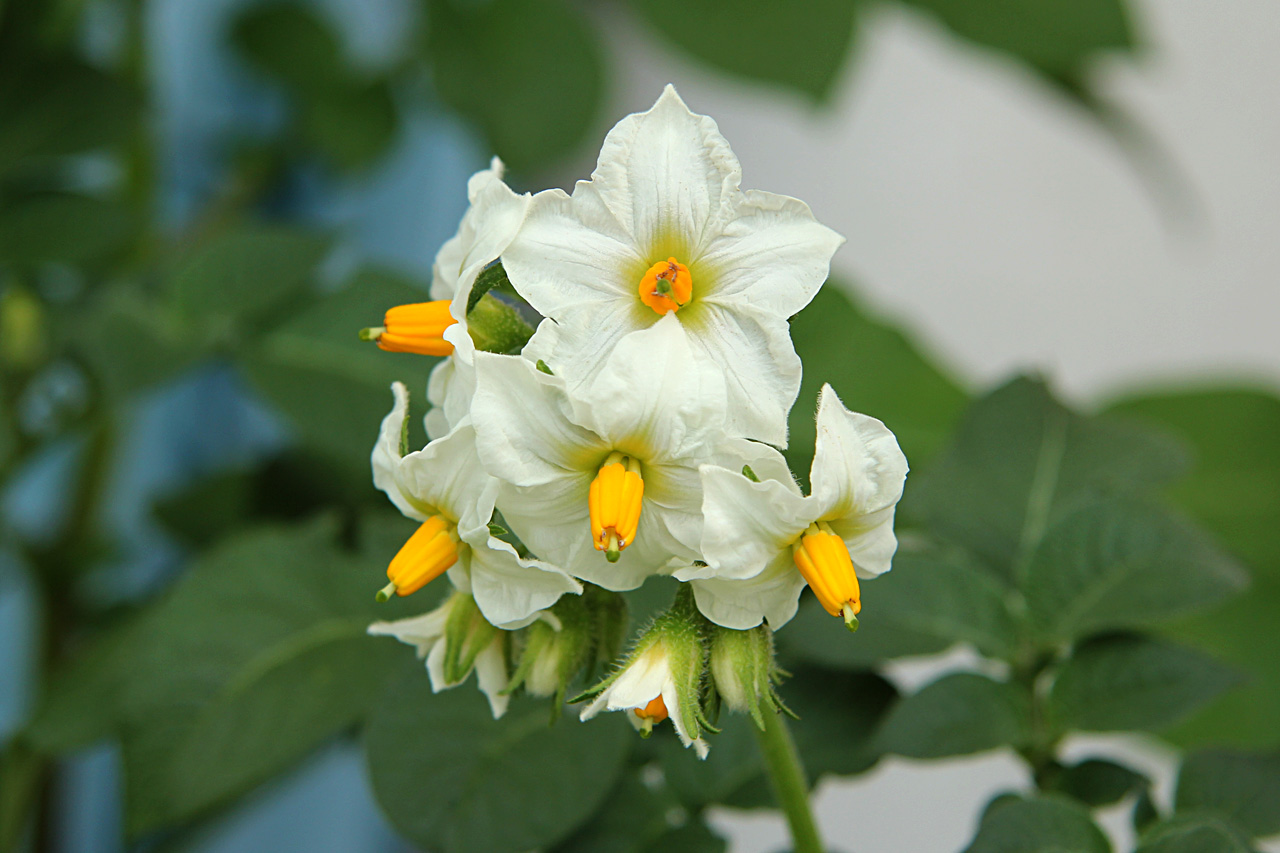
Fiori di patata

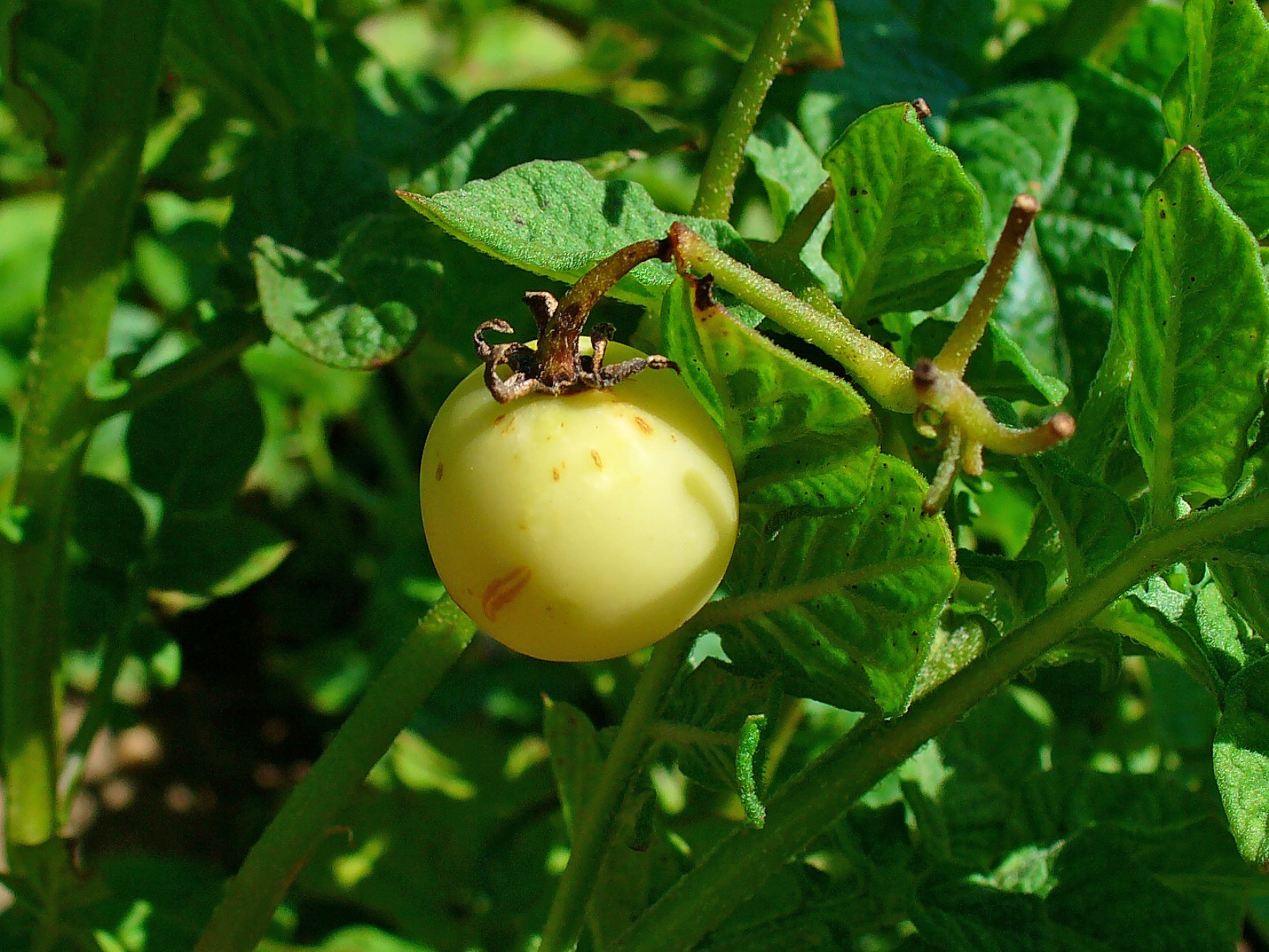
Frutto di patata

### Tuberi
I tuberi, la parte commestibile della pianta, si sviluppano dal rigonfiamento della parte terminale, ipogea, dei lunghi stoloni sotterranei. Il rigonfiamento si forma per il trasporto e l'accumulo dei carboidrati fotosintetizzati dalla parte aerea della pianta, quando essa raggiunge la maturità. I tuberi, quindi, fungono da organo di riserva.
La tuberificazione è favorita dall'assenza di luce, dalla temperatura e dall'umidità del suolo. L'accorciarsi del giorno, le basse temperature notturne e l'aumentare dell'umidità, infatti, stimolano gli stoloni a produrre una maggiore quantità di citochinine, degli ormoni vegetali che favoriscono la divisione cellulare. Quando comincia la formazione del tubero, questo diventa il meristema principale e la crescita di tutti gli altri organi rallenta considerevolmente.
I tuberi presentano un'epidermide sottile ricoperta da piccole lenticelle, suberificate in condizioni di mancanza d'acqua. La presenza di acqua favorisce la crescita di cellule corticali che rompono il sughero e formano delle aperture nelle lenticelle.
Al di sotto dell'epidermide si trova il periderma, il floema lo xilema e il midollo. Tutti questi tessuti sono collegati agli "occhi", delle strutture da cui si originano delle gemme, che rimangono dormienti durante lo sviluppo del tubero ma che possono originare nuovi steli.

### Foglie
Le foglie sono pennato-composte, formate da 7-9 foglioline di diversa grandezza e alternate. I margini possono essere lisci o seghettati.

### Steli
Durante i primi stadi dello sviluppo, gli steli hanno un portamento eretto e sono alti da 60 a 150 cm; raggiunta la maturità assumono un portamento prostrato e spesso ingialliscono.

### Infiorescenza e fiori
Le infiorescenze sono portate in posizione terminale e sono costituite da fiori pentameri. Questi sono di un colore che varia dal bianco puro al violetto chiaro, presentano degli stami gialli.L'impollinazione è entomofila e i principali impollinatori sono gli imenotteri del genere Bombus. Gli insetti trasportano il polline da una pianta all'altra, permettendone la fecondazione. In alcuni casi è possibile anche l'autofecondazione.

### Frutti
Il frutto è una bacca polposa giallastra. A causa dell'alta quantità dell'alcaloide tossico solanina contenuta al loro interno, i frutti della patata non sono commestibili. Ogni frutto può portare fino a 300 semi. Alcune varietà, anche per questioni legate alle ibridazioni che hanno prodotto le varietà coltivate in Europa, hanno perso la capacità di produrre frutti.
Tutte le varietà di patata possono riprodursi per riproduzione vegetativa, piantando i tuberi o parti di essi. Alcune varietà commerciali presentano fiori imperfetti e non producono semi, quindi vengono propagate solo per mezzo dei tuberi, chiamati impropriamente semi.

## Distribuzione e habitat
L'areale nativo della patata si estende dal Sud America occidentale e meridionale al Venezuela nordoccidentale. La patata cresce principalmente nel bioma subtropicale.

## Origine evolutiva
Uno studio pubblicato nella rivista scientifica Cell nel luglio 2025 ha ricostruito l’origine evolutiva del genere Petota, che include la patata coltivata e oltre 100 specie selvatiche, come risultato di un evento di ibridazione naturale avvenuto circa 8–9 milioni di anni fa tra un’antenata del pomodoro (linea Solanum lycopersicum) e una specie affine priva di tuberi denominata Etuberosum. Questa specie ibrida ha acquisito la capacità di formare tuberi grazie alla combinazione di due geni fondamentali, SP6A e IT1, rispettivamente provenienti dalle due linee ancestrali. L’emergere di questo tratto evolutivo ha consentito la rapida espansione ecologica e la diversificazione altitudinale del gruppo Petota nelle Ande, offrendo adattamenti chiave per climi freddi e secchi.

## Storia

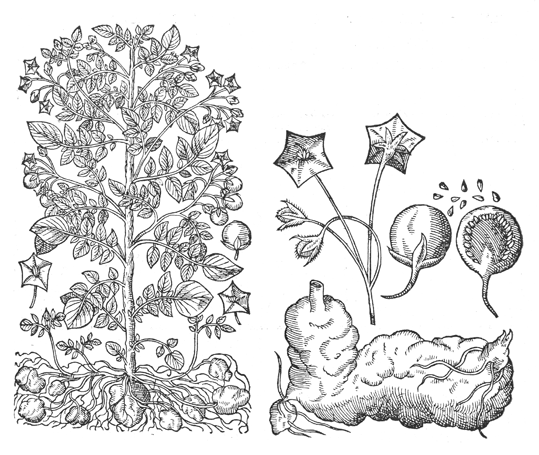
Solanum tuberosum
Tavola botanica di Gaspard Bauhin (1591).

Gli archeologi hanno appurato che già tredicimila anni fa nel Cile meridionale si mangiavano patate della specie semiselvatica Solanum maglia.
La presenza della patata coltivata nelle zone più elevate della regione delle Ande risale al II millennio a.C., dove la patata veniva essiccata e costituiva una risorsa di scorta.
La essiccazione naturale, preceduta da esposizione ai geli notturni e seguita da prolungati lavaggi e sbiancature, è un complesso procedimento che permetteva tra l'altro l'estrazione di sostanze tossiche, presenti in abbondanza nelle varietà che erano coltivate: tale procedimento è possibile solo con le varietà originarie (strettamente brevidiurne e che quindi maturano in tardo autunno), e nell'ambiente fortemente soleggiato e con valori di umidità atmosferica estremamente bassi, condizione peculiare e unica degli altopiani andini da 3200 a 4800 m di quota.
La probabile ibridazione con specie cilene, non legate al ciclo brevidiurno, (che quindi maturano nella prima estate) e inoltre a ciclo breve (da 40 a 80 giorni dalla semina, contro gli otto mesi della patata degli altopiani) permise di ottenere la patata a tutti nota, che si è diffusa in buona parte del mondo.
Contrariamente a quanto accaduto ad altre colture di larga diffusione provenienti dal Nuovo Mondo e in seguito diffuse, con tempi e modi diversi, per tutto il globo, (quali ad esempio il pomodoro o il mais), la patata raggiunse un certo successo solo in America del Nord e in Europa; per contro non fu accolta in Cina, Giappone, e in tutta l'area islamica.
Anche in Europa la diffusione della coltivazione fu lenta, influenzata da una diffidenza nei confronti di ciò che "cresce sottoterra", fino ad arrivare ad affermare che il consumo diffondesse la lebbra e ad asserire, nell'Encyclopédie del 1765, che si trattava di "cibo flatulento". 
Ci furono poi casi di intossicazione causati dall'esposizione prolungata dei tuberi alla luce (come è noto l'esposizione alla luce dei tuberi fa sviluppare la solanina, tossica); tali fatti, enfatizzati nei racconti popolari, ebbero un effetto dissuasivo al consumo. La decisione poi di costringere i galeotti o i soldati ad alimentarsi di patate, perché a disposizione a buon prezzo, non fu un buon viatico a considerare le patate un cibo di qualità.
Gli spagnoli la conobbero fin dai primi decenni (1539) del XVI secolo in Perù, ma la pianta non risvegliò particolari interessi nella penisola iberica; maggiore interesse incontrò in Italia dove le patate vennero chiamate "tartuffoli".
In Italia, per la prima volta le patate furono coltivate a Genova alla fine del XVI secolo, nel chiostro del convento carmelitano di Sant'Anna a Castelletto, fatte portare a scopo ornamentale dal fondatore padre Nicolò di Gesù Maria Doria, che le aveva conosciute alla corte di Filippo II re di Spagna.
Nel 1600 l'agronomo francese Olivier de Serres, nella sua opera Théâtre d'agriculture et Ménage des champs, ne descrive in maniera dettagliata la coltivazione e nell'opera Rariorum plantarum historia di Charles de l'Écluse del 1601 ne viene data una dettagliata descrizione botanica: a quest'ultimo, che fu per lungo tempo botanico di corte dell'imperatore Massimiliano II, si deve l'introduzione della patata (e di altre piante esotiche) in Austria.
La tradizione vuole che l'introduzione della patata in Inghilterra (1588) sia merito di Walter Raleigh; la coltivazione si diffuse però soprattutto nella vicina Irlanda.
Per contro l'Inghilterra ne diffuse le pratiche di coltivazione soprattutto all'estero: nel suo libro, La ricchezza delle nazioni, Adam Smith deplorava che i suoi compatrioti non apprezzassero un prodotto che aveva, apparentemente, dimostrato il suo valore nutrizionale nella vicina Irlanda.
La diffusione del tubero fu quindi poco uniforme: in Francia, ad esempio, coinvolse inizialmente poche aree del Delfinato e dell'Alsazia (1666) e in seguito della Lorena (1680) dove nel 1787 viene descritta come cibo principale degli abitanti della campagna.
Più incisiva fu la diffusione in aree come la Svezia, la Svizzera e soprattutto la Germania. 
L'agronomo francese Antoine Parmentier, rientrato in Francia nel 1771 in seguito a un periodo di prigionia trascorso in Prussia dopo la Guerra dei sette anni, prese parte a un concorso indetto dall'Accademia di Besançon sulla ricerca di possibili sostituti del pane, e redasse un articolo sul valore nutrizionale della patata. Sempre nel '700 anche l'economista Antonio Zanon condusse una battaglia per l'introduzione della patata nell'agricoltura della pianura friulana, mentre alla fine dello stesso secolo l'avvocato e agronomo cuneese Giovanni Vincenzo Virginio si adoperò per cercare di diffondere la patata in Piemonte pubblicando nel 1799 in Torino, presso la Stamperia Reale, il Trattato della coltivazione delle patate o sia pomi di terra volgarmente detti tartiffle, dato in luce dall'avvocato Vincenzo Virginio, Socio ordinario della Reale Società agraria di Torino e di altre Accademie, dedicato agli accurati Agricoltori del Piemonte e arrivando a distribuire gratuitamente patate al popolo a scopo promozionale.
In Irlanda, grazie al clima umido e fresco, particolarmente congeniale alla crescita del tubero, in breve progressione la patata diventò l'alimento principale di gran parte della popolazione (1700-1750). Il diffuso ricorso alla monocoltura, per di più limitata a una o due varietà, espose però la popolazione irlandese al grave rischio degli effetti catastrofici legati al fatto che eventuali malattie potessero colpire le piante.
Ciò infatti si verificò con l'arrivo di una terribile malattia della patata, fino ad allora sconosciuta in Irlanda, la peronospora, che colpì dapprima sporadicamente i raccolti fino poi a colpirli tutti contemporaneamente e con eguale virulenza: data l'uniformità della specie, nelle varietà che erano coltivate, i raccolti andarono completamente persi.
Le conseguenze furono spaventose, provocando una serie di carestie culminate nella devastante Grande carestia del 1845, che fu la concausa che scatenò l'emigrazione massiccia degli Irlandesi negli Stati Uniti nella seconda metà dell'800.

## Produzione
Nelle tabelle qui sotto sono presentati i dati di produzione relativi al 2020, l'anno più recente per il quale la FAO mette a disposizione i dati sulla produzione agricola mondiale.
La produzione è importante soprattutto in Asia ed Europa. In quest'anno, 153 paesi hanno prodotto 75 milioni di tonnellate su 359.071 milioni di ettari, con una resa per ettaro di 21,8 tonnellate. Cina, India, Ucraina, Russia e Stati Uniti d'America contribuiscono per l’53% della produzione. 
Stati Uniti d'America, Germania e Paesi Bassi vantano le rese più elevate: 51 e 43 tonnellate per ettaro rispettivamente, ben al di sopra della media mondiale (21,8 t/ha). Nell'ultimo quarto di secolo, la produzione mondiale è aumentata del 32%, a fronte della diminuzione della superficie coltivata (-12%).
Tabella 1 - I 10 maggiori produttori di patata nel 2020
| Paese               | Superficie    | Resa | Produzione            | Peso  |
| ------------------- | ------------- | ---- | --------------------- | ----- |
|                     | Milioni di ha | t/ha | Milioni di tonnellate | %     |
| Cina                | 4.216         | 18,5 | 78.237                | 21,8  |
| India               | 2.158         | 23,8 | 51.300                | 14,3  |
| Ucraina             | 1.325         | 15,7 | 20.838                | 5,8   |
| Russia              | 1.178         | 16,6 | 19.607                | 5,5   |
| Stati Uniti         | 370           | 50,8 | 18.790                | 5,2   |
| Germania            | 274           | 42,8 | 11.715                |       |
| Bangladesh          | 461           | 20,8 | 9.606                 |       |
| Francia             | 215           | 40,5 | 8.692                 |       |
| Polonia             | 226           | 34,8 | 7.849                 |       |
| Paesi Bassi         | 165           | 42,7 | 7.020                 |       |
| Produzione mondiale | 16.495        | 21,8 | 359.071               | 100,0 |

Tabella 2 - Produzione della patata nel mondo nel 2020
| Paese               | Superficie    | Resa | Produzione            | Peso  |
| ------------------- | ------------- | ---- | --------------------- | ----- |
|                     | Milioni di ha | t/ha | Milioni di tonnellate | %     |
| Africa              | 1.737         | 15,1 | 26.229                | 7,3   |
| Americhe            | 1.551         | 29,0 | 44.922                | 12,5  |
| Asia                | 8.597         | 20,8 | 178.600               | 49,7  |
| Europa              | 4.571         | 23,6 | 107.686               | 30,0  |
| Oceania             | 39            | 42,4 | 1.634                 | 0,5   |
| Produzione mondiale | 16.495        | 21,8 | 359.071               | 100,0 |

## Varietà

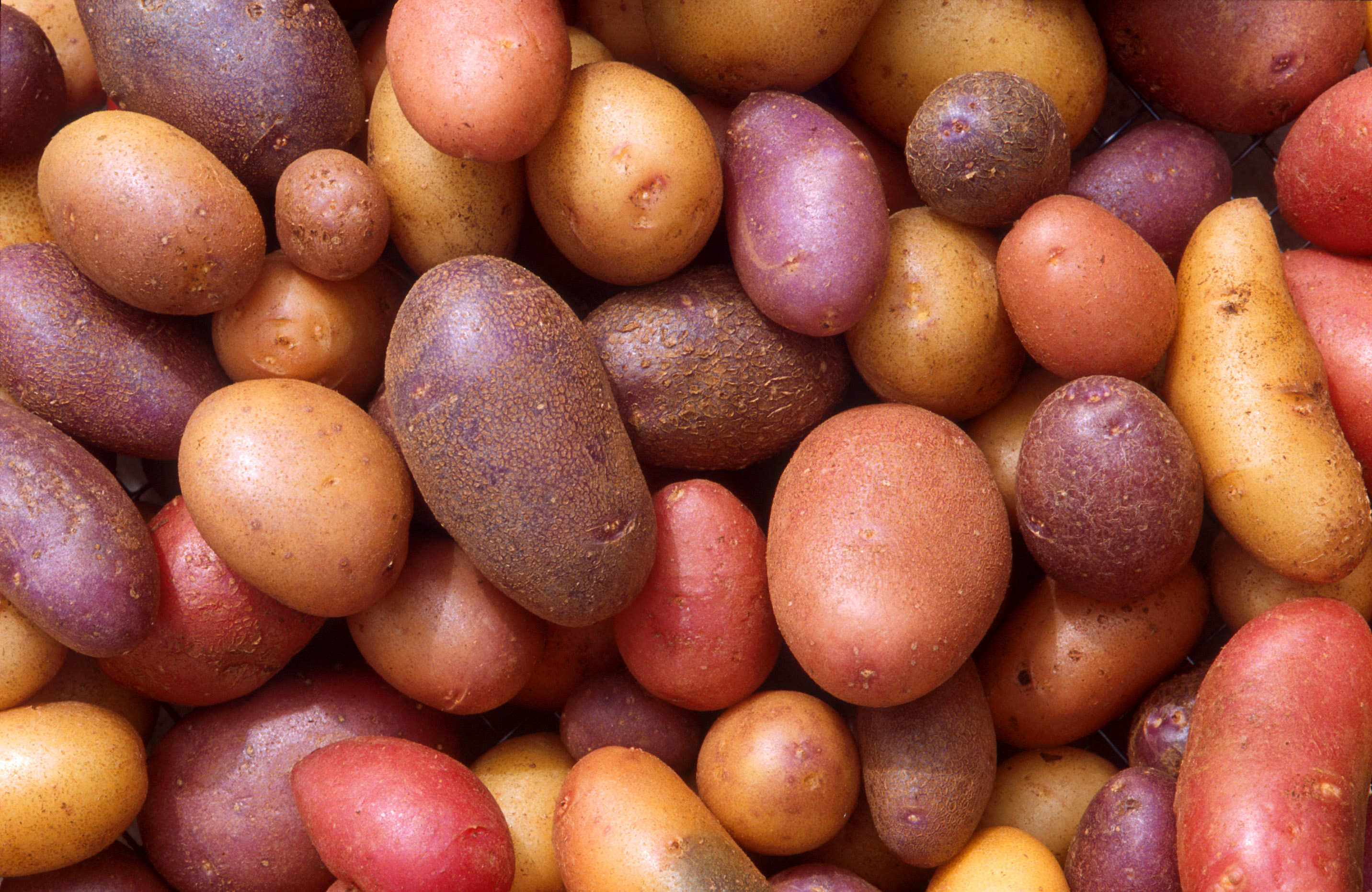
Alcune varietà di patate

Le cultivar di patata sono numerose, se ne contano oltre 7000 tra varietà selvatiche e coltivate.
Ai fini culinari, le varietà si differenziano spesso in base alla loro consistenza cerosa: le patate farinose da forno contengono più amido (20-22%) rispetto alle patate cerose da bollire (16-18%). La distinzione può anche derivare dalla variazione nel rapporto comparativo di due diversi composti dell'amido di patata: amilosio e amilopectina. L'amilosio, una molecola a catena lunga, si diffonde dai granuli di amido durante la cottura in acqua e si presta alla preparazione di piatti in cui le patate vengono schiacciate. Le varietà che contengono un contenuto leggermente più alto di amilopectina, che è una molecola altamente ramificata, aiutano la patata a mantenere la sua forma dopo essere stata bollita in acqua.
Decine di cultivar di patate sono state selezionate specificamente per il colore della loro buccia o polpa, tra cui varietà dorate, rosse e blu. Questi contengono quantità variabili di sostanze fitochimiche, tra cui carotenoidi per le cultivar oro/giallo o polifenoli per le cultivar rosse o blu. I carotenoidi includono la provitamina A, l'alfa-carotene e il beta-carotene, che vengono convertiti in vitamina A, durante la digestione. Le antocianine, principalmente responsabili della pigmentazione rossa o blu nelle cultivar di patate, non hanno importanza nutrizionale, ma vengono utilizzate per la varietà visiva e l'attrattiva per i consumatori.

## Coltivazione

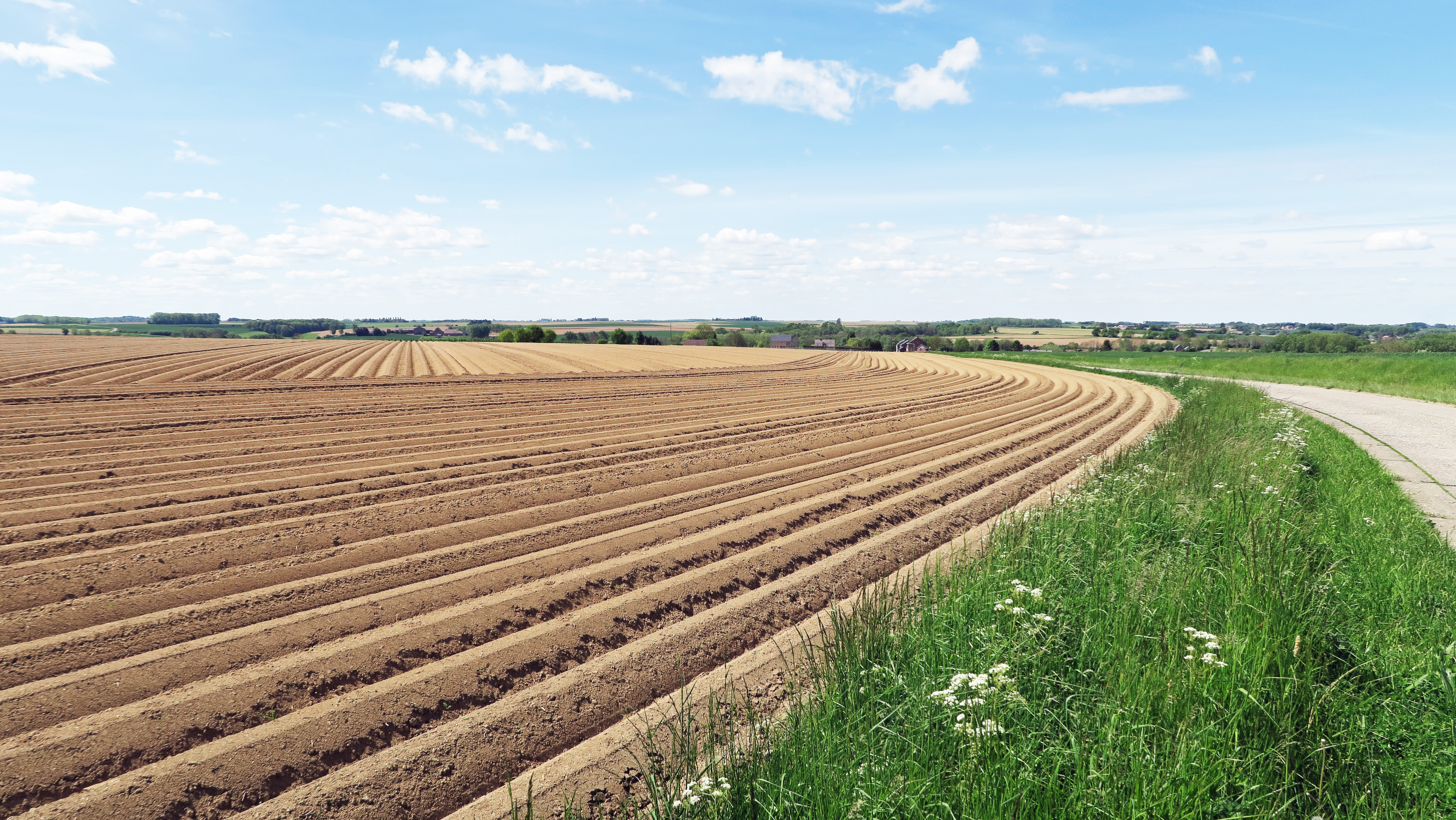
Preparazione di un raccolto di patate in Hesbaye, Belgio

Coltivata in tutto il mondo dalle zone temperate a quelle subtropicali, in condizioni climatiche molto differenti, riveste particolare importanza nei climi temperati. È una delle più importanti colture dopo mais, frumento e riso. I suoi tuberi possono essere utilizzati come alimento base, come raccolto da reddito, come mangime per animali e come fonte di amido per molti usi industriali (vedi Patata (alimento)). Nel 2020 è coltivata in oltre 150 paesi, che hanno prodotto 75 milioni di tonnellate su 359.071 milioni di ettari. Nell'ultimo quarto di secolo, la produzione mondiale è aumentata del 32%, a fronte della diminuzione della superficie coltivata. Cina, India, Ucraina, Russia e Stati Uniti d'America partecipano per il 53% della produzione.
Le sue condizioni ottimali di coltura sono comprese tra 12 e 20 °C di temperatura e precipitazioni da 500 a 750 mm, uniformemente distribuite durante il ciclo colturale. I terreni ideali per la patata sono tendenzialmente sciolti, leggermente acidi, permeabili e profondi, possibilmente ricchi in azoto e potassio. La patata si moltiplica vegetativamente attraverso i tuberi (o preferibilmente porzioni di essi). 
Nei 100 - 150 giorni del suo ciclo può produrre dalle 10 - 20 alle 40 tonnellate per ettaro e oltre, in irriguo e con impiego massiccio di fattori produttivi e tecnologie appropriate. Coltura da rinnovo che può essere inserita in rotazioni con colture cerealicole (mais, riso) e leguminose da prato, essa costituisce per i cereali un’ottima pianta miglioratrice, visto il suo potere rinettante, la concimazione che riceve e i residui colturali. Si coltiva in coltura pura o in associazione ed è completamente meccanizzabile.
La patata, limitatamente alla fase vegetativa, si adatta a climi molto diversi, e nella tradizione agronomica è considerata una tipica coltura da rinnovo che apre la rotazione.
La piantagione si effettua sul terreno arato e concimato, disponendo i tuberi interi o suddivisi nei solchi, in modo da avere 5-6 piante/m²: 40–50 cm di distanza tra le piante e 80–100 cm fra le file. La coltura primaticcia si semina da novembre a febbraio, quella ordinaria in marzo-aprile, quella tardiva in giugno-luglio.È comunque indispensabile che la temperatura del suolo non scenda sotto i 10°. Per la raccolta vengono impiegate macchine di varie tipologie (scavatrici semplici o composte, scavatrici-raccoglitrici).
Durante l'arco vitale della pianta è necessario effettuare regolarmente rincalzature, poiché accostare terra al fusto della pianta favorisce l'accrescimento dei tuberi. È inoltre importante eseguire sarchiature e rimuovere erbe infestanti.
Occorre ricordare che la coltivazione della patata, pur soddisfacente per la produzione di tuberi da consumo in una grande varietà di climi e di temperature, è in realtà il prodotto di una moltiplicazione clonale e non di una riproduzione da seme.
L'accumulo, anno dopo anno, di virus vegetali all'interno dei tuberi, soprattutto a effetto di alte temperature, anche se non produce problemi al consumo, produce invece un progressivo decadimento delle qualità vitali dei tuberi stessi, impedendo la coltivazione per più di qualche anno dei tuberi prelevati dal raccolto.
In realtà i tuberi detti "da seme" sono "riprodotti" e conservati in condizioni controllate e soprattutto in ambienti che siano simili a quelli dei luoghi di origine della patata, quindi di buon irraggiamento solare in fase vegetativa, ma con temperature che siano mantenute basse, sia per la vegetazione sia per la conservazione.
Questo non è economico effettuarlo artificialmente, lo è invece effettuarlo dove tali condizioni ambientali sono normali, come in particolari regioni di montagna o in paesi a clima estivo fresco.
In effetti la coltivazione da reddito delle patate è condizionata dalla presenza e dal prodotto annuale di tali luoghi riproduttori.
In particolare un piccolo contributo alla conservazione della vitalità rivegetativa delle patate, a disposizione del coltivatore dilettante, è la conservazione, ma soprattutto la coltivazione in ambiente ventilato e fresco, estraendo quindi dal suolo i tuberi "maturi", ma procurando in ogni modo per avere, in coltivazione, un suolo che non sia mai troppo riscaldato, o peggio "arrostito".
La conservazione dei tuberi "da seme" deve ugualmente curare il mantenimento di un ambiente fresco, in aria asciutta.
La tradizione ha sviluppato la conservazione dei tuberi "seppelliti" in strati di foglie in cantine fredde, sfruttando la temperatura di grotta.

## Avversità

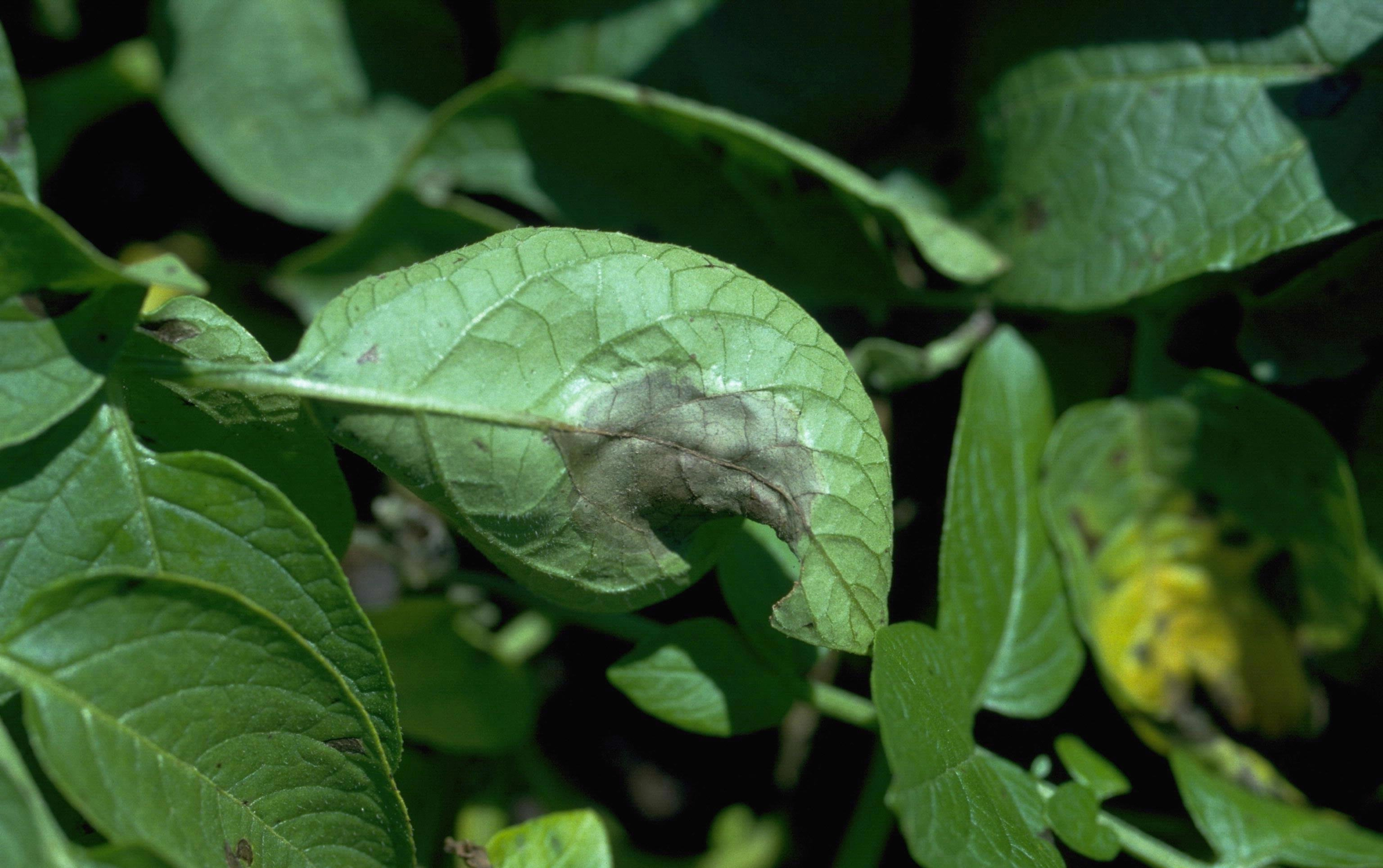
Pianta colpita dalla peronospora della patata

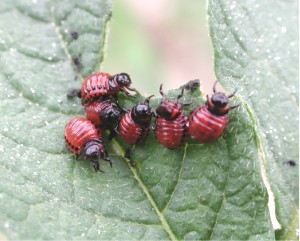
Larve di dorifora della patata che si nutrono di foglie

Tra gli insetti che comunemente trasmettono malattie alle patate o le danneggiano ci sono la dorifora della patata, la tignola della patata, l'afide verde del pesco (Myzus persicae), l'afide della patata, Tuta absoluta, le cicaline della barbabietola, i tripidi e gli acari. La dorifora della patata è considerata l'insetto più importante defogliatore delle patate, e devasta interi raccolti. Il nematode della patata è un verme microscopico che si nutre delle radici, causando l'appassimento delle piante di patate. Poiché le sue uova possono sopravvivere nel terreno per diversi anni, si raccomanda la rotazione delle colture.
Tra le malattie crittogamiche, le più dannose sono la peronospora, la rizottoniosi e l’alternariosi. La Phytophthora infestans, un fungo, causa della peronospora, rimane un problema continuo in Europa e negli Stati Uniti. Altre malattie della patata includono Rhizoctonia, Sclerotinia, Pectobacterium carotovorum, oidio, ticchiolatura polverosa e virus dell'accartocciamento fogliare.
Capaci di provocare gravi danni, anche le malattie da virus.

## Usi

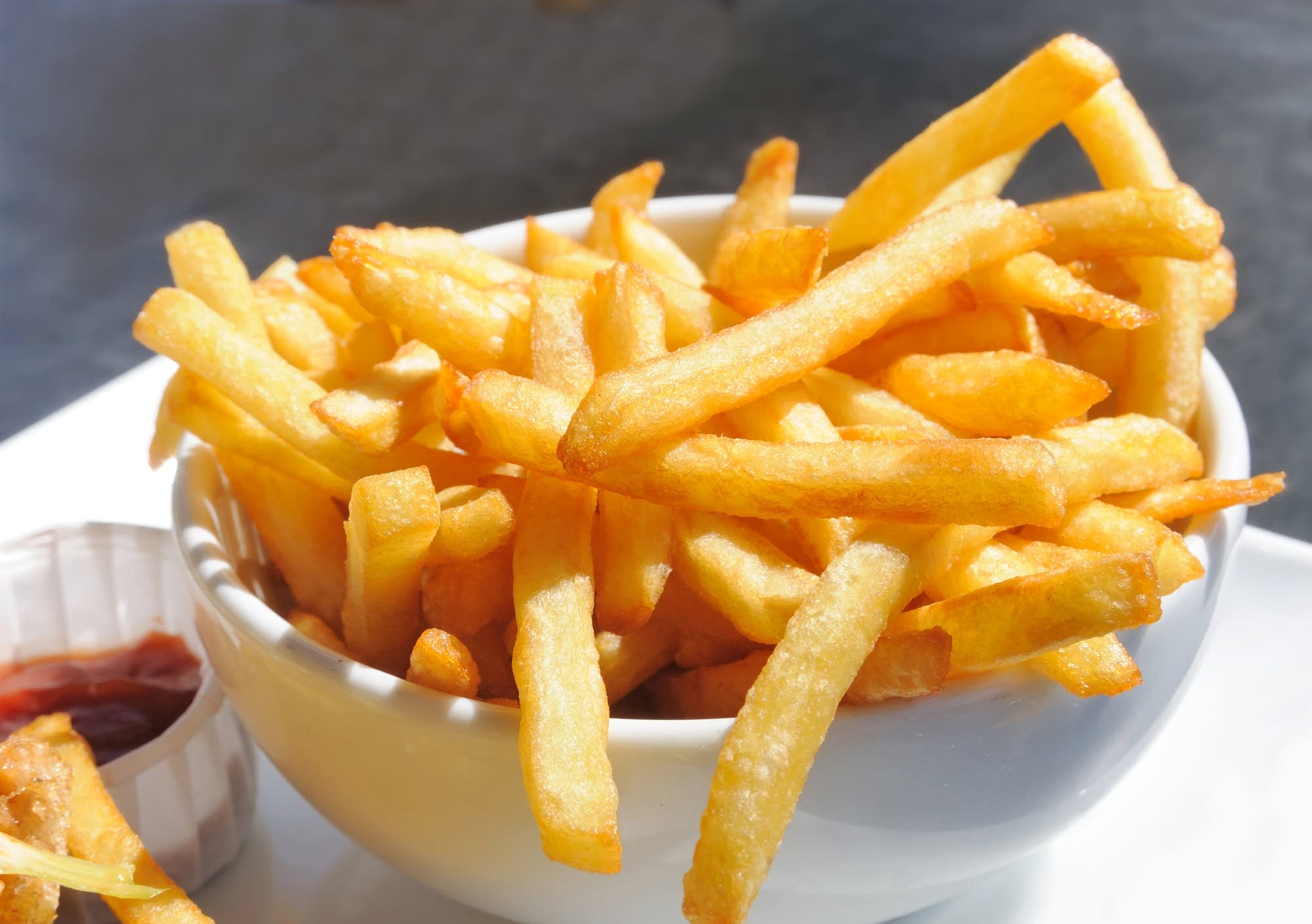
Patatine fritte

Piatti a base di patate si ritrovano in tutto il mondo. La cucina peruviana contiene naturalmente la patata come ingrediente principale in molti piatti, poiché lì vengono coltivate circa 3.000 varietà di questo tubero. Il chuño è un prodotto di patate liofilizzate tradizionalmente prodotto dalle comunità Quechua e Aymara del Perù e della Bolivia.
Nel Regno Unito, le patate fanno parte del piatto tradizionale fish and chips. Le patate arrosto vengono solitamente servite come parte del sunady roast, mentre il purè di patate è un ingrediente fondamentale di molti altri piatti tradizionali, come la cottage pie, il bubble and squeak e il bangers and mash.
In Germania e nell'Europa settentrionale (Finlandia, Lettonia e soprattutto in Scandinavia), nell'Europa orientale (Russia, Bielorussia e Ucraina) e in Polonia, le varietà appena raccolte e a maturazione precoce sono considerate una prelibatezza speciale. Bollite intere e servite con la buccia e con l'aneto, queste "patate novelle" vengono tradizionalmente consumate con le aringhe del Baltico. I Cepelinai, il piatto nazionale della Lituania, sono gnocchi fatti con patate grattugiate e bollite, solitamente ripieni di carne macinata. In Italia, le patate vengono utilizzate per piatti come gnocchi e purè.
Le patate vengono talvolta utilizzate per preparare liquori alcolici come la vodka, l'akvavit e il brännvin.
Le patate vengono utilizzate come foraggio per il bestiame. Possono essere trasformati in insilato che può essere conservato per alcuni mesi prima dell'uso.
La fecola di patate viene utilizzata nell'industria alimentare come addensante e legante per zuppe e salse, nell'industria tessile come adesivo e nell'industria della carta per la fabbricazione di carte e cartoni.

## Tossicità
Le patate crude, come altre piante della stessa famiglia delle Solanaceae, contengono glicoalcaloidi tossici, tra cui i più diffusi sono la solanina e la caconina. Questi composti, che proteggono la pianta di patata dagli erbivori, sono particolarmente concentrati nelle parti aeree della pianta. I tuberi sono poveri di queste tossine, a meno che non siano esposti alla luce, che li fa diventare verdi. La solanina, contenuta appunto nelle piante del genere Solanum, può causare intossicazioni con dolori addominali, diarrea e, nei casi di cospicua ingestione, avvelenamento.

## Riferimenti nella cultura

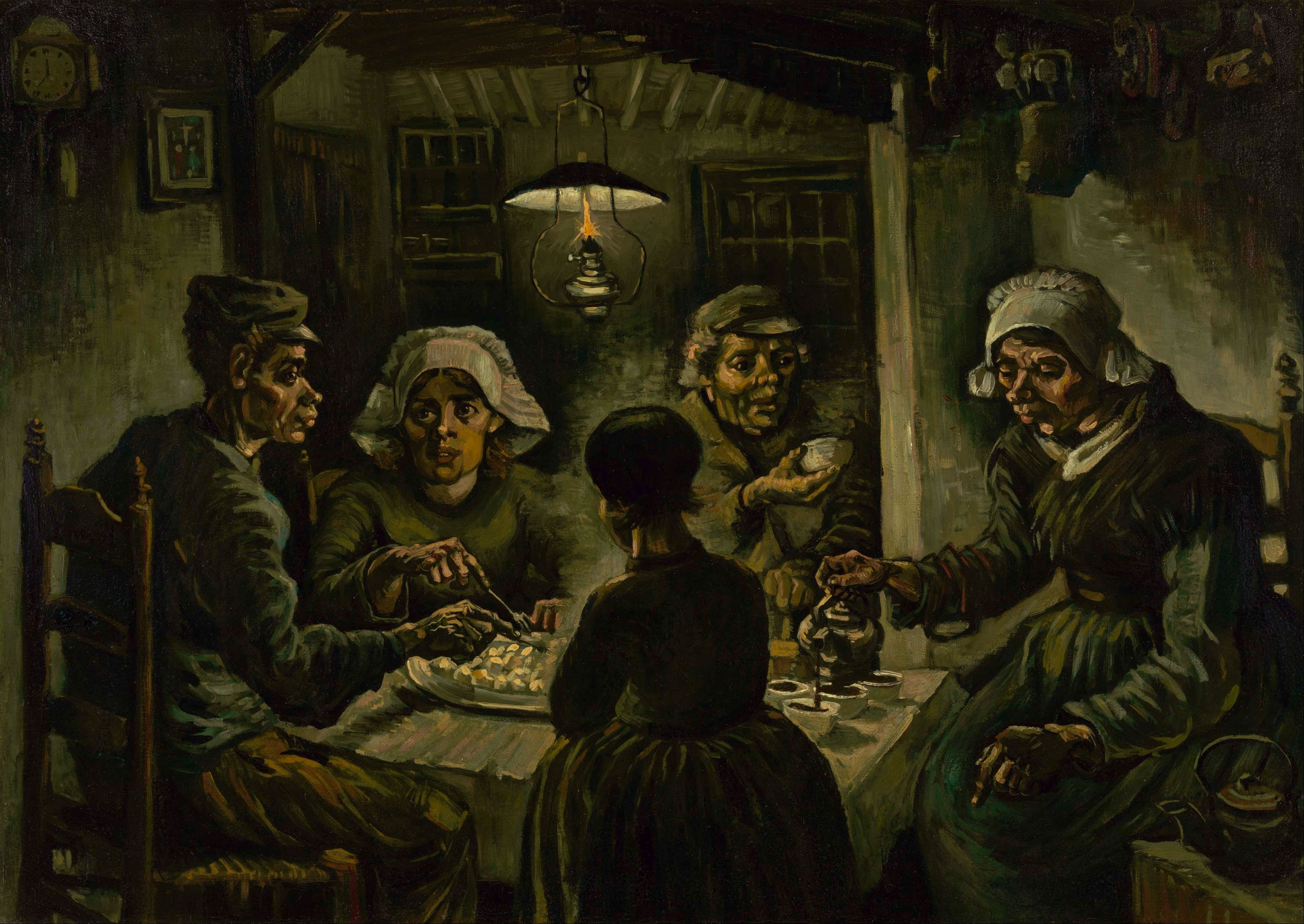
I mangiatori di patate

La patata è una coltura essenziale nelle Ande fin dall'epoca precolombiana. La cultura Moche del Perù settentrionale realizzava ceramiche utilizzando terra, acqua e fuoco. Questa ceramica era un materiale sacro, realizzato in forme significative e utilizzato per rappresentare temi importanti. Le patate sono rappresentate sia antropomorficamente che in modo naturale. Verso la fine del XIX secolo, numerose immagini di raccolta delle patate apparvero nell'arte europea, tra cui le opere di Willem Witsen e Anton Mauve. Il dipinto di Van Gogh del 1885 I mangiatori di patate ritrae una famiglia che mangia patate. Van Gogh disse che voleva raffigurare i contadini così come erano realmente. Sceglieva deliberatamente modelli rozzi e brutti, pensando che sarebbero apparsi naturali e incontaminati nella sua opera finita.